# Tarantela napolitana

A tarantela napolitana é uma tarantela composta por Luigi Ricci em 1852 e associada a Nápoles. É familiar às pessoas da América do Norte, da América Latina e da Europa através da mídia popular como o ostinato, melodia tipica italiana por excelência.